# 辻兵吉 (5代目)
辻 兵吉（つじ ひょうきち、1926年（大正15年）5月26日 - 2008年（平成20年）7月5日）は、日本の実業家。辻兵グループ総帥。日本青年会議所、秋田商工会議所会頭、日本バスケットボール協会会長などを務めた。秋田県秋田市出身。

## 来歴
秋田県屈指の素封家である1856年（安政3年）創業の呉服店「辻兵」に生まれた。辻兵太郎の息子。秋田県立秋田中学校（現：秋田県立秋田高等学校）、東京商科大学（現：一橋大学）を卒業後、高島屋飯田（現：丸紅）に入社。
1952年（昭和27年）、五代目兵吉を襲名。以後、辻兵・辻不動産・秋田いすゞ自動車などの辻兵グループ企業のトップを務め、同グループを秋田県下有数の企業グループまでに育てた。また秋田市大町の商業ビル「秋田ニューシティ」の開発を手がけ、祖父・3代目兵吉が初代の頭取を務めた秋田銀行の社外取締役としても長期間在任した。
1986年（昭和61年）からは15年あまり秋田商工会議所会頭を担い、空洞化が進む中心商店街の街づくりや交通インフラの整備に尽力した。また秋田県体育協会会長時代には秋田わか杉国体の誘致にも成功。このほか、日本バスケットボール協会会長・秋田消防団長・秋田県経営者協会会長・秋田高校同窓会会長（第8代）など多くの役職を歴任した。高校・大学の同窓にあたる金田勝年の後援会会長を金田の参議院選出馬時から長年務めていた。
2008年（平成20年）7月5日、肝細胞がんのため満82歳で死去。秋田県立武道館で行われた葬儀は、長男・良之が喪主を務め、約3800人が参列。渡辺喜美金融・行政改革担当大臣、寺田典城秋田県知事、佐竹敬久秋田市長、金田勝年元参議院議員らが弔辞を述べた。

## 年譜
- 1952年（昭和27年）- 東京商科大学卒業後、高島屋飯田に入社。
- 1955年（昭和30年）- 辻兵社長。
- 1957年（昭和32年）- 秋田銀行社外取締役。
- 1960年（昭和35年）- 辻不動産社長。
- 1966年（昭和41年）- 日本青年会議所会頭[8]。
- 1975年（昭和50年）- 秋田小松社長。
- 1983年（昭和58年）- エーピーアイ社長、アテック会長。
- 1984年（昭和59年）- コマツ秋田会長。
- 1985年（昭和60年）- 秋田いすゞ自動車会長。
- 1986年（昭和61年）- 秋田商工会議所会頭、辻兵会長、秋田ニューシテー会長。
- 1988年（昭和63年）- 秋田テレメッセージ社長。
- 1989年（平成元年）- 秋田県体育協会会長、秋田ゼロックス会長。
- 1993年（平成5年）- 東北テレメッセージ副会長。
- 1994年（平成6年）- 日本バスケットボール協会会長。
- 2008年（平成20年）- 死去。

## 家族・親族
辻家
- 祖父・3代目兵吉[9]（1875年 - 1951年、貴族院議員[1]、秋田県多額納税者、秋田銀行頭取、秋田市呉服太物商組合長）[9]
- 父・兵太郎（1899年 - 1954年、呉服商、秋田市会議員）[1][2]
- 姉、妹、弟[1][2]
  - 長男・良之[10]
    - 孫娘・慶応大学経済学部卒業[11]
    - 孫・良輔(1996年頃生、東大法学部[11])

## 補注